# 도덕의 계보
《도덕의 계보(독일어: Zur Genealogie der Moral)》는 니체의 말기 저작이다. 니체는 이 책에서 《인간적인, 너무나 인간적인》부터 《즐거운 학문》에 이르기까지 자신이 전개한 도덕 개념의 종류와 기원을 종합적으로 비판하면서 ‘힘에의 의지’ 철학에 대한 체계를 완성한다. 아포리즘(잠언) 형식으로 쓴 《선악의 저편》에서의 요지를 통일하여 하나의 이론 체계로 정리한 이론 전개서이다.
이 책에서 니체는 기독교도덕을 비판한다. 기독교는 증오심에서 발원한 위선도덕(僞善道德)이며, 강자를 약자에게 종속시키려는 도덕, ‘노예도덕'이라고 주장하는 것이다. 그리고 본래의 고귀한 도덕은 자연스런 ‘지주도덕(Junker Philosophie)’의 입장에서 구해야 한다고 보았다. 평등 이념에 의해 가치의 위계질서를 문란하게 하고 인간을 평균화 시키는 ‘이웃사랑’의 도덕에 대해서, 강자의 전형인 ‘초인’의 육성을 목표로 노력하는 ‘원인애(遠人愛)’의 도덕이야말로 참된 인도성(人道性)을 관철하는 것이라고 강조한다.
《도덕의 계보학》의 주제는, 선악 개념에 대한 역사적 비평이다. 다른 주제는 고통 개념의 역사적 해석이다. 퇴폐사상(데카당)에서 바라본 고통은 부정적인 것이며, 회피해야 하는 것, 혹은 소멸시켜야 하는 것이다. 그러나 강자는 고통을 달리 해석할만한 힘을 가지고 있다. 강자는 자기극복을 시도하는 인간이며 이 과정에서 자신에게 닥쳐오는 고통을 일종의 성장통으로 바라본다.
니체는 도덕적 개념의 기원과 전개 과정을 살펴본다. 동시에 역사를 통해, 왜 허무주의가 지배적으로 되어버렸는지 의문을 던지고 또한 그것을 어떻게 극복할 수 있는지, 그 해법을 다각도로 모색한다. 그에 따르면 선악의 도덕 및 허무주의는 기독교의 득세와 더불어 덩달아 힘을 얻었다. 선악에 따른 도덕적 세계질서란 공상적인 것이다. 기독교적 도덕관이란 기독교 사제(司祭)들이 권력을 획득하는 과정과 맞물려 발달했다. 사제들이 권력을 획득하고자 하는 것이다. 형이상학적 기독교 도덕은 극복되어야 한다.
니체의 도덕비평에서, 대부분의 전통사상은 힘의지를 감소시키는 퇴폐사상(데카당)이다. 니체는 전래되어온 퇴폐적 가치들을 뒤짚어 엎어야 한다고 주장한다. 이에, 《모든 가치의 전도》라는 기획으로 4권의 책을 출판하려 기획했으나 그 1부에 해당하는《안티크리스트》만을 완성할 수 있었다.
《도덕의 계보》에서는 주인도덕과 패거리도덕이 대비된다. 계보학적 관점에서 보면, 패거리도덕은 증오심(르상티망)에서 발원한 것이다. 증오심은 더러운 것이다. 패거리 도덕을 만든 노예 패거리들은‘고통'에 대해 수동적인 입장을 취한다. 주인은 이와 달리 창조하는 사람이며 스스로를 극복해가는 인간이다. 그는 창조 과정에서 맞닥뜨리는‘고통’에 과감히 맞선다. -그러나 니체가 의도하는 '창조'의 개념은 그 뜻에 있어서 일상적 용법과 같지 않다. -
《도덕의 계보》는 《선악의 저편》, 《차라투스트라는 이렇게 말했다》 등과 함께 니체의 후기 사상을 반영하는 대표작이다. 《선악의 저편》은 토막글과 운문이 주를 이루는 반면, 《도덕의 계보학》은 그와 달리 논문 형식으로 씌여졌다.
- 강영계 역, 도덕의 계보학: 하나의 논박서, 지만지 2013년, ISBN 978-89-6680-438-2